# Catastrophe (roman)
Pour l’article homonyme, voir Catastrophe.
Catastrophe, dont le titre original est Disaster, est un roman de science-fiction écrit par L. Ron Hubbard.
Il s'agit du huitième tome du cycle de science-fiction intitulé Mission Terre, qui comprend les parties 62 à 70 de la suite romanesque, sur un total de 92 parties.

## Publications
Le roman a été publié aux États-Unis en juin 1987.
Il a été publié en France en 1990 aux Presses de la Cité en grand format, puis en 1993 aux éditions Presses Pocket en format livre de poche.

## Thème de la série
Sur la planète Voltar, le chef des services secrets, le sinistre et mégalomane Lombar Hisst, a décidé d'envoyer sur la planète Blito P-3 (la Terre) un agent secret sans états d'âmes, Soltan Gris, chargé de le ravitailler en drogue, qu'il revend secrètement sur Voltar. Il charge aussi Soltan Gris de neutraliser Jettero Heller, un ingénieur de combat de la Flotte envoyé sur la Terre pour aider les humains à cesser de dégrader leur planète en la polluant et en la surexploitant. En effet, pour garantir l'approvisionnement régulier en drogue, il ne faut surtout pas que le gouvernement voltarien apprenne que les humains détruisent si rapidement leur planète qu'une intervention militaire s'avère nécessaire.
Arrivé sur Terre, Soltan Gris, être cupide et sans scrupules, va complètement et involontairement rater sa mission…
Les romans de la série ne sont pas dénués d'un certain humour sarcastique, lié en particulier au fait que le « méchant », Soltan Gris, qui est le narrateur du récit :
- d'une part ne s'aperçoit pas de l'idiotie ou de la non pertinence de ses propos, en commentant de manière totalement erronée le comportement de ses ennemis ou le sien,
- d'autre part est persuadé d'avoir un comportement professionnel excellent alors que le lecteur s'aperçoit que ses projets sont voués à l'échec.

## Titre du roman
Le roman est intitulé Catastrophe (Disaster en version anglaise) en raison des échecs subis par trois personnages importants de la suite romanesque :
- Soltan Gris perd totalement le contrôle de Heller et de la comtesse Krak ; il est mis en échec, arrêté et incarécé dans une prison voltarienne ;
- Lombar Hisst est grièvement blessé lors de combats au camp Répulsos ; il perd le contrôle de l'empereur Cling le Hautain, emmené par Jettero Heller et soigné par Prahd Bittlestiffender ;
- Jettero Heller, en fin de roman, fait l'objet d'un guet-apens par Delbert John Rockecenter ; il est fait prisonnier avec Izzy Epstein ; Rockecenter met la main sur les brevets des nouvelles technologies de Jettero et la guerre entre les États-Unis et le Mezabongo menace d'éclater d'ici quelques heures.

## Personnages

### Personnages récurrents de la série
- Soltan Gris, officier de l’Appareil de Coordination de l'Information (le « méchant »)
- Lombar Hisst, directeur général de l'Appareil de Coordination de l'Information (le « méchant-en-chef »)
- Jettero Heller, ingénieur de combat de la Flotte spatiale (le « gentil »), compagnon de la Comtesse Krak
- Comtesse Krak, enseignante et dresseuse, compagne de Jettero Heller

### Autres personnages importants dans le volume
- Monte Pennwell
- Capitaine Stabb
- Izzy Epstein
- Babe Corleone
- Trapp
- Delbert John Rockecenter

### Personnages secondaires
- Monsieur Calico (chat apprivoisé et dressé)

## Prologues

### Extrait de la «Mise en garde du censeur voltarien»
Le roman est précédé par une « Mise en garde du Censeur voltarien », dénommé Lord Invay. 

### Extrait de la «préface du traducteur voltarien»
Le roman comprend une « préface du traducteur voltarien », qui est un robot prénommé 54-Charli neuf. Le robot-traducteur explique notamment quelles furent les difficultés de sa tâche.